# Charles Edward, Duce de Saxa-Coburg și Gotha
Charles Edward, Duce de Saxa-Coburg și Gotha (Leopold Charles Edward George Albert;  19 iulie 1884 – 6 martie 1954) a fost al patrulea și ultimul Duce de Saxa-Coburg și Gotha, din 1900 până la moartea sa în 1954. De asemenea, a fost prinț al Regatului Unit, Duce de Albany și nepot al reginei Victoria și al Prințului Consort Albert.
Ducele a fost o figură controversată în Regatul Unit în timpul statutului său de Duce Suveran de Saxa-Coburg și Gotha, parte a Imperiului German, în timpul Primului Război Mondial. În 1918 a fost forțat să abdice de pe tronul ducal iar în 1919 a fost deposedat de titlul de prinț britanic. Mai târziu s-a alăturat Partidul Nazist german și a deținut câteva poziții în Germania în anii 1930 și 1940, inclusiv în calitate de președinte al Crucii Roșii germane.
El este bunicul matern al regelui Carol al XVI-lea Gustaf al Suediei. El a fost, de asemenea, fratele mai mic al Prințesei Alice, Contesă de Athlone.

## Tinerețe

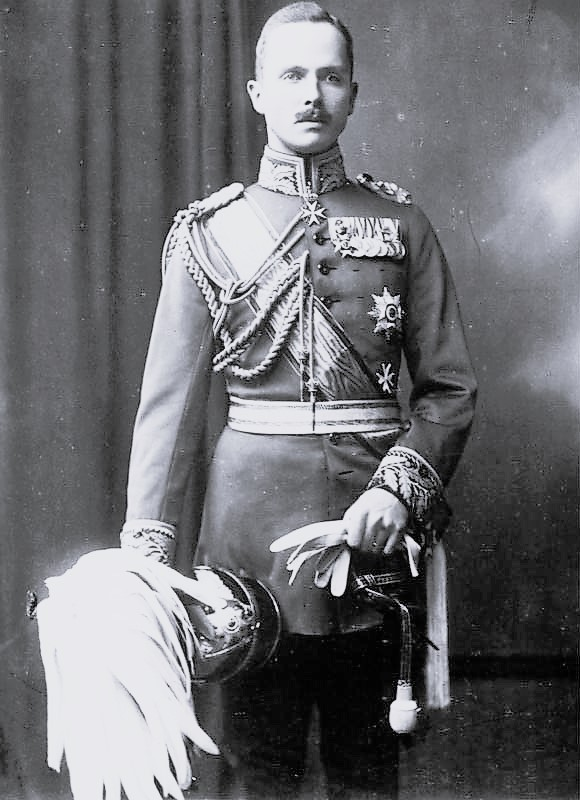
Charles Edward, Duce de Albany

Charles Edward s-a născut la Casa Claremont în apropiere de Esher, Surrey. Tatăl său a fost Prințul Leopold, Duce de Albany, al patrulea fiu al reginei Victoria și al Prințului Albert. Mama sa a fost Ducesa de Albany (născută Prințesa Helena de Waldeck și Pyrmont).
Cum tatăl său a murit înainte de nașterea sa, Charles Edward i-a preluat titlurile chiar de la naștere. 
După ce s-a îmbolnăvit, la două săptămâni de la naștere a fost botezat într-o ceremonie privată la Claremont la 4 august 1884. Mai târziu a fost botezat public la 4 decembrie 1884. Nașii săi au fost: bunica paternă regina Victoria, Prințul de Wales (unchiul patern), mătușile paterne Prințesa Christian de Schleswig-Holstein și Ducesa de Argyll, Prințesa Frederica de Hanovra (verișoara tatălui), unchiul matern Alexis, Prinț de Bentheim și Steinfurt și bunicul matern George Victor, Prinț de Waldeck și Pyrmont. Unchiul său, Eduard al VII-lea l-a numit Cavaler al Ordinului Jartierei la 15 iulie 1902, chiar înainte de aniversarea de 19 ani.
Ca nepot al reginei Victoria, Ducele a fost verișor primar cu regele George al V-lea al Regatului Unit, regina Maud a Norvegiei, Marele Duce Ernest Louis de Hesse, împărăteasa Alexandra a Rusiei, regina Maria a României, Prințesa Moștenitoare Margaret a Suediei, regina Victoria Eugenia a Spaniei, regina Sofia a Greciei, regina Wilhelmina a Olandei și Josias, Prinț de Waldeck și Pyrmont (ultimii doi prin mama sa). Ducele era de asemenea verișor primar cu împăratul german Wilhelm al II-lea, dar interesul mare a lui Wilhelm arătat în educația tânărului său văr l-a făcut cunoscut pe Charles Edward sub numele "al șaptelea fiu al împăratului".
A studiat la Bonn și a fost membru al "Corps" la care a fost introdus de către împărat.

## Duce de Saxa-Coburg și Gotha
În 1900, Ducele de Albany în vârstă de 16 ani a moștenit tronul Ducatului de Saxa-Coburg și Gotha de la unchiul său, Alfred, Duce de Saxa-Coburg și Gotha. Singurul fiu al Ducelui de Saxa-Coburg și Gotha, Prințul Alfred ("Tânărul Affie"), a murit în 1899 la vârsta de 24 de ani iar al treilea fiu al reginei, Ducele de Connaught, cel căruia îi revenea titlul, a renunțat la pretențiile sale asupra Ducatului. 
Fiul lui Arthur, Prințul Arthur de Connaught (care de asemenea a renunțat la drepturile sale), și care urma școala la Eton împreună cu Prințul Charles, a amenințat că-și bate vărul dacă nu acceptă Ducatul. În timp ce era la școală, mama sa i-a scris lui Charles insuflându-i un sentiment profund al datoriei și obligației. Cu astfel de influențe puternice atât de la mama cât și de la bunică, tânărul a preluat tronul de la Coburg pentru a salva această linie de sânge regal.

## Căsătorie

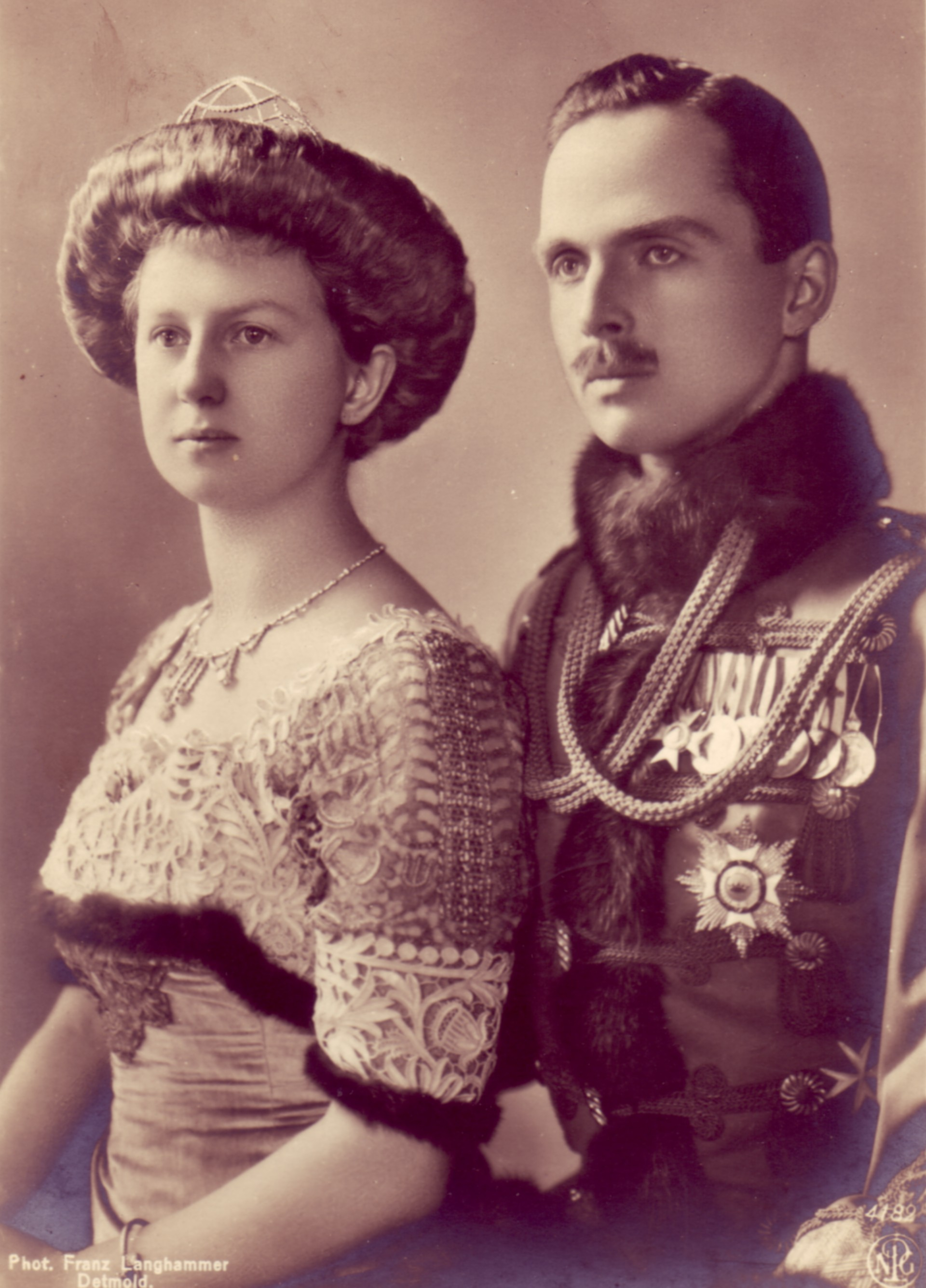
Charles Edward de Saxa-Coburg și Gotha și Victoria Adelaide. Portret de von Franz Langhammer, 1905.

Wilhelm a ales ca mireasă pentru Charles pe nepoata sa și la 11 octombrie 1905, la Castelul Glücksburg, Holstein, Ducele s-a căsătorit cu Prințesa Victoria Adelaide de Schleswig-Holstein, fiica Ducelui Friedrich Ferdinand de Schleswig-Holstein-Sonderburg-Glücksburg. Ducele și Ducesa de Saxa-Coburg și Gotha au avut cinci copii.
- Prințul Johann Leopold (2 august 1906 - 4 mai 1972); prin prima sa căsătorie morganatică cu baronesa Feodora von der Horst a renunțat la drepturile sale ca Șef al Casei de Saxa-Coburg și Gotha; au avut copii. În 1963 s-a căsătorit a doua oară cu Maria Theresia Reindl; fără copii.
- Prințesa Sibylla (18 ianuarie 1908 - 28 noiembrie 1972); s-a căsătorit la 20 octombrie 1932 cu Prințul Gustaf Adolf al Suediei, Duce de Västerbotten; au avut copii
- Prințul Hubertus (24 august 1909 - 26 noiembrie 1943) necăsătorit.
- Prințesa Caroline Mathilde (22 iunie 1912 - 5 septembrie 1983); căsătorită prima dată în 1931 cu Friedrich Wolfgang Otto, Conte de Castell-Rüdenhausen; au divorțat la 2 mai 1938; au avut copii; a doua căsătorie în 1938 cu căpitanul Max Schnirring care a murit în 1944; au avut copii; a treia căsătorie în 1946 cu Karl Andree; au divorțat la 27 decembrie 1947; fără copii
- Prințul Friedrich Josias (29 noiembrie 1918 - 23 ianuarie 1998); căsătorit prima dată la 25 ianuarie 1942 cu Contesa Viktoria-Luise de Solms-Baruth; au divorțat la 19 septembrie 1947; au avut copii; a doua căsătorie la 14 februarie 1948 cu Denyse Henrietta de Muralt; au divorțat la 17 septembrie 1964; au avut copii; a treia căsătorie la 30 octombrie 1964 cu Katrin Bremme; fără copii

Prin fiica sa Sibylla, Charles Edward a fost bunicul matern al regelui Carl al XVI-lea Gustav al Suediei.

## Primul Război Mondial
Primul Război Mondial a provocat un conflict de loialități pentru Charles, dar în cele din urmă Ducele a susținut Germania și a fost general în armata germană (deși nu a avut niciodată o comandă major). Prin urmare, regele George al V-lea a ordonat ca numele său să fie scos din registrul Cavalerilor Jartierei în 1915. În iulie 1917, într-un efort de a distanța dinastia sa de la originile sale germane, George al V-a schimbat numele Casei Regale britanice din Casa de Saxa-Coburg și Gotha în Casa de Windsor.
În acel an, Parlamentul britanic a adoptat "Titles Deprivation Act", care au împuternicit Consiliul de Coroană să investigheze "orice persoană care se bucură de orice demnitate sau titlu de nobil sau prinț britanic, care în timpul războiului actual au fost împotriva Majestății Sale sau a aliaților săi sau care au aderat la dușmanii Majestății Sale". În conformitate cu termenii acestui act, la 28 martie 1919 lui Charles Edward i s-a retras în mod oficial Ducatul de Albany, titlu de conte englez de Clarence și baron de Arklow. Ducele și copiii săi au pierdut, de asemenea, dreptul lor la titlurile de prinț și prințesă britanică.

## Extrema dreaptă
Revoluția rusă din 1917 a provocat mare îngrijorare lui Charles care a privit cu nerăbdare la luptele dintre partidele de stânga și de dreapta din Germania. La 18 noiembrie 1918, Consiliul municitorilor și soldaților din Gotha l-a detronat pe Ducele de Saxa-Coburg și Gotha. Cinci zile mai târziu, Ducele a semnat o declarație prin care a renunțat la drepturile sale la tron. Charles Edward care a fost catalogat drept trădător și exilat din Anglia s-a simțit de două ori trădat; temător ca orice nobil în fața amenințării comuniste, el a căutat un erou și l-a găsit pe Adolf Hitler.
Acum, un cetățean obișnuit, Ducele detronat a devenit asociat cu diferite organizații paramilitare politice de dreapta. În 1932, a luat parte la crearea așa numitului Front Harzburg, prin care Partidul Național al germanilor a devenit asociat cu Partidul Nazist.
Charles s-a alăturat Partidului Nazist în 1935 și a devenit membru a Sturmabteilung ajungând până la rangul de Obergruppenführer. De asemena a fost membru al Reichstag reprezentând Partidul Nazist din 1937 până în 1945 și ca președinte al Crucii Roșii germane din 1933 până în 1945. În anii când a condus Crucea Roșie germană, aceasta a devenit parte a Organizației naziste și nu a fost afiliată neutrei Crucii Roșii Internaționale. 
Este foarte puțin probabil ca Charles Edward să nu fi știut de lagărele de concentrare și experimente medicale pe pacienți cu dizabilități mintale cunoscute sub numele de Acțiunea T4, din moment ce prima sa nominalizare a fost Ernst-Robert Grawitz în calitate de șef al operațiunilor pentru Crucea Roșie germană 1937-1945, pe care l-a înlocuit în 1945 cu Karl Gebhardt; ambii au fost găsiți vinovați de crime de război și crime împotriva umanității după război.

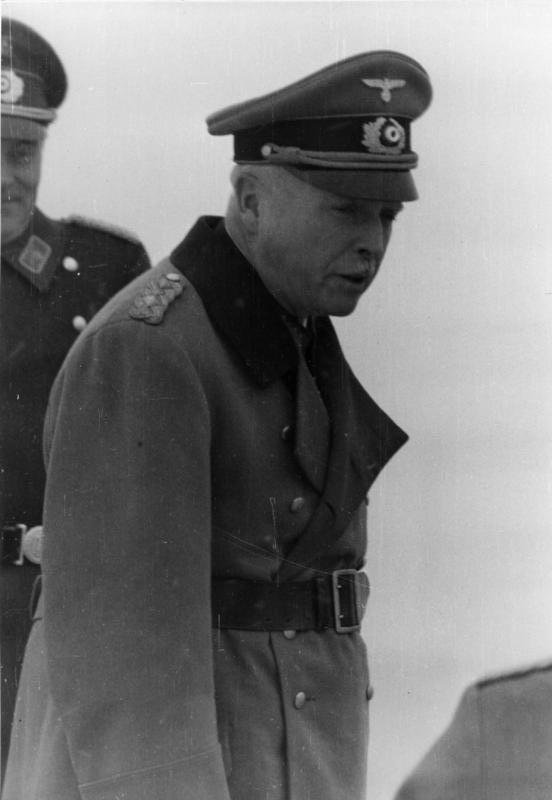
Karl-Eduard von Sachsen-Coburg und Gotha în decembrie 1941.

În 1936 Adolf Hitler l-a trimis pe ducele de Saxa-Coburg și Gotha în Marea Britanie ca președinte al Societății de prietenie anglo-germană. Misiunea sa era să îmbunătățească realțiile anglo-germane și să exploateze posibilitățiile unui pact între cele două țări. Ducele, care a participat la funeraliile regelui George al V-lea în uniforma sa SA, l-a abordat pe noul rege, Eduard al VIII-lea în legătură cu posibilitatea unui pact. În urma discuțiilor nu s-a ajuns la pact, însă el a continuat să expedieze rapoarte încurajatoare lui Hitler cu privire la puterea sentimentelor pro-germane printre aristocrația britanică. După criza abdicării lui Eduard al VIII-lea, el a fost gazdă pentru fostul rege și soția sa, atunci Ducele și Ducesa de Windsor, în timpul turneului lor oficial din Germania din 1937.
În timpul celui de-Al Doilea Război Mondial, Charles Edward era prea în vârstă pentru a lupta, însă cei trei fii ai lui au servit în forțele armatei germane. Al doilea fiu al său, Hubertus, a fost ucis în misiune în 1943 pe frontul de est într-un accident de avion.
Când Al Doilea Război Mondial s-a încheiat, guvernul american militar din Bavaria sub comanda generalului George S. Patton, l-a plasat sub arest la domiciliu pe Duce din cauza simpatiilor sale naziste și mai târziu l-a închis cu alți oficiali naziști. Sora lui, Prințesa Alice, auzind de încarcerarea fratelui ei, a venit în Germania cu soțul ei pentru a pleda pentru eliberarea lui cu generalii americanii; aceștia au refuzat să îl elibereze.
În 1946, a fost "condamnat" de un tribunal de denazificare, care l-a amendat sever aproape de faliment. A scăpat de închisoare datorită vârstei de 62 de ani și a problemelor de sănătate. Deoarece Gotha era parte a Turingiei și deci în zona de ocupație sovietică, armata rusă a confiscat mare parte din proprietățile familiei.  
Fostul Duce de Saxa-Coburg și Gotha și-a petrecut ultimii ani ai vieții în izolare. În 1953, a călătorit până la un cinama local pentru a privi la încoronarea reginei Elisabeta a II-a. A murit în 1954 când era cel mai mare din cei doi nepoți masculini în viață ai reginei Victoria.

## Decorații
- Ordinul „Crucea Regina Maria” clasa I (22 septembrie 1941)[7]